# Бруто национални производ
Бруто национални производ (БНП, енгл. GNP - gross national product) је тржишна вредност свих крајњих производа и услуга насталих помоћу домаћих фактора производње у току једне године. При томе је неважно да ли се ти фактори производње налазе у земљи или иностранству. За разлику од Бруто домаћег производа, који дефинише вредност на основу географске локације производа, БНП дефинише производњу на основу својине.
БНП не прави разлику између квалитативних побољшања у техничком нивоу и квантитативног повећања и оба параметра користи као облик „економског раста”.
У САД се БНП користи за одређивање укупне економске активности до 1991, када је започело коришћење БДП.

## БНП - БДП
Бруто национални производ се често разликује од Бруто домаћег производа. Док БНП мери доходак који стварају предузећа једне државе (без обзира да ли се та предузећа налазе у тој држави или иностранству), БДП мери доходак створен унутар једне државе без обзира да ли су та предузећа у страном или домаћем власништву.
БНП и БДП се често разликују. Тако на пример, у 2009. години САД је имао отприлике БДП 14.119 трилиона, а БНП 14.265 трилиона америчких долара.
Бруто национални производ укључује све дохотке домаћих лица остварене економским активностима у земљи и иностранству. БНП једне државе мери укупан доходак зарађен од стране нације независно од тога да ли се тај доходак зарађује у тој држави. На пример, уколико грађанин Србије поседује стамбену зграду у иностранству, закупни доходак који заради је део иностраног БДП-а, зато што је зарађен у иностранству. Али како је овај закупни доходак чинилац плаћања иностранству, у крајњем свођењу рачуна ипак није део иностраног БДП-а, већ српског.

## Списак држава по БНП
| Ранг | 2011                      | 2011       | 2010                 | 2010      | 2009                 | 2009      |
| ---- | ------------------------- | ---------- | -------------------- | --------- | -------------------- | --------- |
| 1    | Сједињене Америчке Државе | 15.097.089 |                      |           |                      |           |
| 2    | Кина                      | 6.628.086  | Кина                 | 5.717.592 | Кина                 | 4.822.913 |
| 3    | Јапан                     | 5.774.376  | Јапан                | 5.359.236 | Јапан                | 4.793.538 |
| 4    | Немачка                   | 3.594.303  | Немачка              | 3.513.807 | Немачка              | 3.472.823 |
| 5    | Француска                 | 2.775.664  | Француска            | 2.745.670 | Француска            | 2.742.735 |
| 6    | Уједињено Краљевство      | 2.366.544  | Уједињено Краљевство | 2.373.636 | Уједињено Краљевство | 2.532.124 |
| 7    | Италија                   | 2.246.998  | Италија              | 2.149.222 | Италија              | 2.141.109 |
| 8    | Бразил                    | 2.107.628  | Бразил               | 1.859.414 | Бразил               | 1.575.897 |
| 9    | Индија                    | 1.746.481  | Индија               | 1.539.419 | Шпанија              | 1.469.901 |
| 10   | Канада                    | 1.570.886  | Канада               | 1.475.865 | Канада               | 1.412.899 |